# Pietra Alta (masso erratico)
La Pietra Alta (in piemontese: Pera Aota o Peraota) è un masso erratico situato nel comune di Caselette (TO), notevole per le sue dimensioni e per la posizione isolata.

## Descrizione

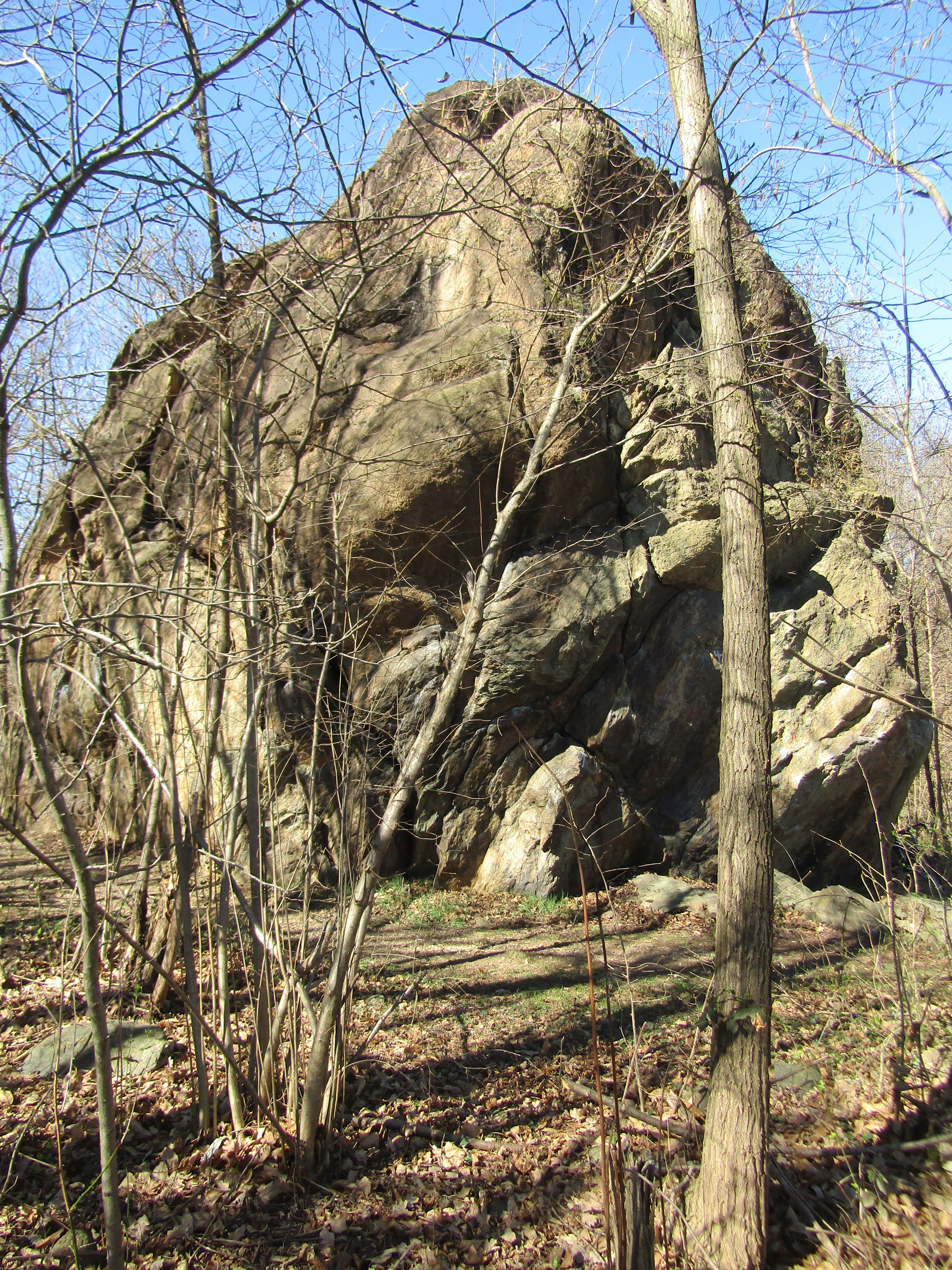
Il masso visto da sud

Si tratta di un grande masso di forma piramidale, alto circa 10 metri rispetto al piano di campagna e con una circonferenza di una cinquantina di metri. La sua altitudine è di 368 m s.l.m.. È collocato a breve distanza del confine comunale tra Caselette e Alpignano in una zona boscosa e quasi pianeggiante, poco a sud del Lago di Caselette, in un'area ambientalmente pregevole anche se posta a breve distanza da zone industriali e residenziali.

## Geologia
La Pietra Alta fa parte dell'Anfiteatro morenico di Rivoli-Avigliana, ed in particolare della cerchia di detriti depositata dalla glaciazione Riss. È stato trasportato in loco, assieme ad altri massi erratici, dal grande ghiacciaio che percorreva la Valle di Susa.
La sua notevole altezza rispetto al piano di campagna, che come suggerisce il nome è particolarmente elevata rispetto ad altri massi presenti nella zona, è dovuta anche al fatto che, contrariamente ad altri erratici la cui massa è per buona parte coperta dal terreno circostante, la Pietra Alta si trova quasi del tutto allo scoperto.
Si tratta di un enorme blocco di serpentinite del volume di 2600 m³.
Sulla sua superficie sono presenti patine di alterazione simili alle cosiddette vernici del deserto, considerate dai geologi come indicatrici di condizioni climatiche sub-aride.

## Utilizzo

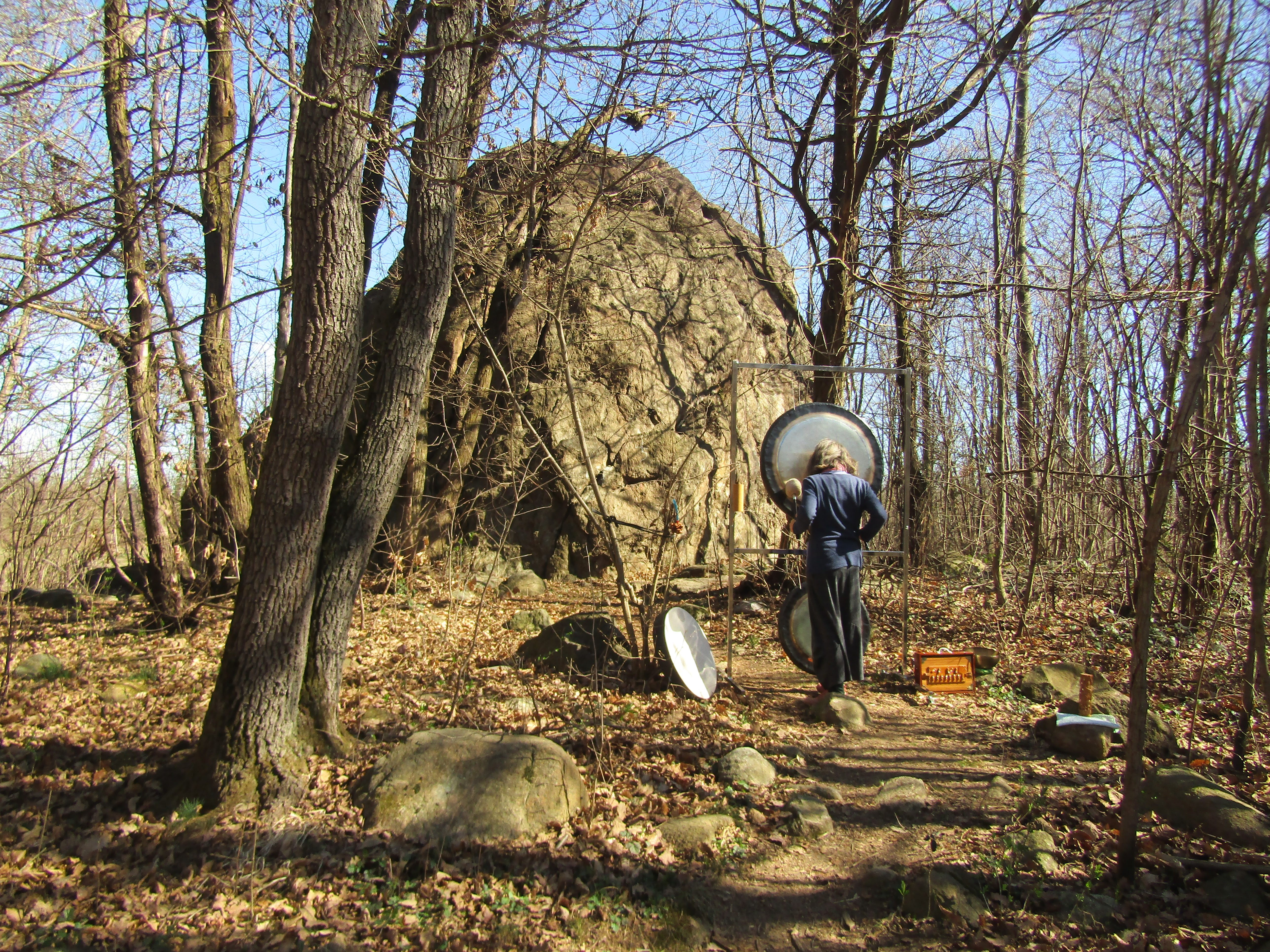
Meditazione sonora con l'uso di gong nei pressi del masso

Sul masso sono state tracciate numerose vie di arrampicata, e sulle sue pareti sono presenti vari chiodi, spit e spuntoni per assicurarsi durante la salita. Molte tra queste vie, anche piuttosto impegnative, furono descritte all'inizio degli anni Ottanta del Novecento nel libro Sassismo spazio per la fantasia: arrampicate sui massi erratici della Valle di Susa scritto dall'alpinista Gian Carlo Grassi. Il luogo dove si trova la Pietra Alta viene considerato particolarmente suggestivo; vi si può accedere percorrendo da Caselette l'omonima Via Pietra Alta, che si trasforma poi in un viottolo forestale chiuso al traffico motorizzato.